# L'assoluzione (film 1981)
(Tagline del film)
L'assoluzione (True Confessions) è un film del 1981 diretto da Ulu Grosbard e interpretato da Robert De Niro e Robert Duvall.
È tratto dall'omonimo romanzo di John Gregory Dunne (pubblicato in Italia col titolo Verità confessate) a sua volta ispirato all'omicidio irrisolto di Elizabeth Ann Short, nota negli anni quaranta come "La Dalia Nera".

## Trama
Los Angeles, 1948. Desmond Spellacy è un ambizioso monsignore assistente dell'arcivescovo, mentre suo fratello Thomas è un poliziotto duro e impulsivo che indaga sull'omicidio di una prostituta fatta a pezzi. Desmond è più votato ad assicurare il benessere materiale dell'arcidiocesi che non al misticismo e, sia pure senza trarne alcun vantaggio personale, non disdegna di accettare le offerte di Jack Amsterdam, un ambiguo imprenditore con una vita ricca di zone d'ombra. Thomas riesce a risolvere il caso di omicidio ma solleva uno scandalo che investe l'arcidiocesi e segna la rovina delle ambizioni di carriera del fratello. Quest'ultimo recupera però la dimensione spirituale del suo ministero e, dopo molti anni, rappacificato con sé stesso e in punto di morte, ne rende grazie a Thomas.

## Produzione
Nell'aprile 1978 I produttori Irwin Winkler e Robert Chartoff acquisirono i diritti del romanzo True Confessions, scritto l'anno precedente da John Gregory Dunne, e si apprestarono ad assumere uno sceneggiatore e un regista per l'adattamento cinematografico. Il capo della produzione della United Artists, Danton Rissner, riferì che le riprese sarebbero dovute iniziare alla fine dell'anno.
Nella metà di ottobre 1978, lo stesso Dunne completò una prima stesura insieme a sua moglie, la sceneggiatrice Joan Didion. Lo scrittore contattò inizialmente Paul Schrader per rivedere la sceneggiatura e dirigere il film, ma alla fine fu assunto come regista Ulu Grosbard e la Didion "riscrisse" lo script iniziale.

### Riprese
Le riprese iniziarono quindi il 28 gennaio 1980 a Los Angeles. Tra le location utilizzate nella downtown ci furono la Union Station, la St. Joseph's Church e il Father Serra Park nel distretto di El Pueblo de Los Ángeles Historical Monument. Sempre in California furono girate sequenze anche nella Alverno High School di Sierra Madre, a Pasadena e a Lancaster, dove il programma di riprese fu completato dopo quindici settimane.
Il direttore di coro Paul Salamunovich insegnò a Robert De Niro le parti cantate della Messa in latino, oltre a condurre il  St. Charles Borromeo Choir nel film.
Durante la produzione, l'arcidiocesi di Los Angeles mantenne la propria neutralità e permise ai pastori di prendere le proprie decisioni riguardo al film. Sebbene ai sacerdoti fosse tecnicamente consentito di approvare le riprese, molti si opposero e rifiutarono le richieste di accesso della troupe nelle chiese, incluso monsignor Joseph Pollard della St. Andrew's Catholic Church di Pasadena.

## Colonna sonora
La colonna sonora del compositore francese Georges Delerue fu pubblicata nel 1981 dalla Varèse Sarabande. Il 31 agosto 2005 è uscita su CD in un'edizione limitata di 1000 copie, con una più dettagliata suddivisione delle tracce.

### Tracce
- Edizione LP 1981

1. Suite for Chorus and Orchestra — Part One – 14:36
2. Suite for Chorus and Orchestra — Part two – 17:07

- Edizione CD 2005

1. End Credits – 3:55
2. The Notebook – 3:12
3. Carrick Fergus – 2:12
4. The Barracks – 3:13
5. After The Fight / Rancho Rosa – 2:07
6. The Barracks (Alternate) – 3:22
7. Carrick Fergus II – 2:43
8. Troubled Des – 5:06
9. Forget It – 2:25
10. Brenda's Goodbye – 3:34

## Distribuzione
I produttori Irwin Winkler e Robert Chartoff decisero di replicare il modello di distribuzione che aveva già avuto successo l'anno prima con Toro scatenato, programmando l'uscita del film per l'autunno 1981 anziché durante l'estate. Dopo l'anteprima del 4 settembre 1981 alla 38ª Mostra del cinema di Venezia, The Hollywood Reporter annunciò che il film sarebbe stato proiettato il 25 settembre in quattro cinema a New York, Toronto e Los Angeles, con una più ampia distribuzione in 300 sale degli Stati Uniti a partire dal 9 ottobre.
Per sfruttare l'uscita del film, nello stesso periodo la casa editrice Pocket Books si apprestò a ristampare quasi un milione di copie del romanzo di John Gregory Dunne, con l'immagine di De Niro e Duvall in copertina.

### Data di uscita
- 24 settembre 1981 in Portogallo (A Absolvição)
- 25 settembre negli Stati Uniti (True Confessions)
- 2 ottobre in Svezia (Avslöjandet) e Finlandia (Salattu totuus)
- 4 novembre in Francia (Sanglantes Confessions)
- 21 dicembre in Danimarca (Syndens velsignelse)
- 15 gennaio 1982 in Irlanda (True Confessions)

- 22 gennaio in Colombia (Confesiones verdaderas)
- 2 febbraio in Norvegia (Skandalen)
- 25 febbraio in Australia (True Confessions)
- 1º dicembre 1983 in Messico (Confesiones verdaderas)
- 14 giugno 1984 in Ungheria (Gyónás gyilkosság után)

### Edizioni home video
La prima edizione in DVD è quella distribuita dalla MGM Home Entertainment nel 2003 e nel 2014 il film è uscito anche in versione Blu-ray.

## Accoglienza

### Incassi
Il film fu una delusione al botteghino, incassando 12,9 milioni di dollari a fronte di un costo complessivo di 10 milioni.

### Critica
Il sito Rotten Tomatoes riporta il 69% di recensioni professionali con giudizio positivo mentre il sito Metacritic assegna al film un punteggio di 68 su 100 basato su 12 recensioni, indicando un giudizio generalmente favorevole.
Alla sua uscita le recensioni furono miste e per lo più poco favorevoli, con la maggior parte delle critiche incentrate sul ritmo lento del film e sulla regia poco brillante di Ulu Grosbard. Tra le poche recensioni totalmente positive ci fu quella del critico Vincent Canby del New York Times, che lo giudicò «meravigliosamente ben recitato» e «uno dei film commerciali americani più piacevoli, intelligenti e assolutamente soddisfacenti da molto tempo a questa parte».
Più critico fu Roger Ebert del Chicago Sun-Times, secondo il quale «ci vengono presentati personaggi tracciati chiaramente e ben interpretati, entriamo in un periodo che è stato ricostruito con cura, assistiamo a momenti tra uomini e donne che sono meravigliosamente studiati. Ma non vediamo un film che si preoccupa di essere qualcosa in particolare, di affermare la sua tesi o di tracciarne le linee, o di essere molto più di un abile esercizio di stile». Su The New Yorker la critica Pauline Kael lo definì invece «in uno stato di torpore, tutto è interiorizzato. Duvall è bloccato e De Niro è nella sua trance camaleontica, sembra debole, distratto... Bisogna sforzarsi per ricavare qualcosa da questo film», mentre Dave Kehr del Chicago Reader scrisse che sembrava «un tentativo di fare un film di Martin Scorsese senza Martin Scorsese».
La giornalista Judith Martin scrisse sul Washington Post: «Qualunque cosa ci sia di sbagliato nella trama, non c'è niente di sbagliato nei dialoghi. Con le battute di Dunne-Didion e la recitazione di Robert De Niro e Robert Duvall, la mancanza di una storia coesa non sembra così importante. Il punto essenziale è il contrasto tra i fratelli». Sempre sul Washington Post, Gary Arnold definì il cast «il più impressionante dai tempi di Brubaker. La sottile interazione tra De Niro e Duvall sarebbe sufficiente a sostenere l'interesse per il film, nonostante l'inefficace trama dell'omicidio... Gli attori alleviano anche quella nota di triste monotonia... Tuttavia, in ultima analisi rimane una storia deludente».
Anche la rivista Variety ritenne il film una delusione, «un piatto relativamente leggero che non riesce a sferrare un colpo drammatico o emotivo... La sceneggiatura è deliberatamente strutturata per costruire un grande risultato drammatico, ma questo non arriva mai, lasciando il pubblico frustrato dal fatto che un accurato lavoro di base è servito a poco».
Dopo la proiezione a Venezia, il critico Piero Zanotto scrisse su La Stampa: «Ricordate Io confesso di Hitchcock? Dilatate l'argomento, conferitegli un'abbondante dose di "sociale", incartatelo col technicolor, affidatelo egualmente a una rosa di solidissimi attori e avrete alla fine True Confessions». Zanotto apprezzò la regia di Grosbard («riesce a far recitare anche le cose, in una Los Angeles anni quaranta ricostruita benissimo») e la prova dei due protagonisti («un'accoppiata formidabile») e indicò il film come «uno di quei prodotti che riconciliano davvero il pubblico col grande schermo».

## Riconoscimenti
- 1981 – Mostra internazionale d'arte cinematografica di Venezia

Fenice d'oro al miglior attore a Robert De Niro e Robert Duvall
Premio Pasinetti al miglior attore a Robert Duvall
Candidatura al Leone d'oro al miglior film a Ulu Grosbard
- 1981 – New York Film Critics Circle Awards

Candidatura per il miglior attore protagonista a Robert Duvall